# 李亚平 (1963年)
李亚平（1963年1月—），男，汉族，江苏丹阳人，中华人民共和国政治人物。

## 生平
李亚平早年在华东水利学院水力发电工程系水电站动力设备专业学习，并于在校期间加入中国共产党。1985年毕业后参加工作，历任句容县长江提水站管理处干部、句容县水利农机局工程管理股副股长、中共镇江市委组织部干部培训科科员、副科级组织员、副科长，共青团镇江市委副书记、镇江市水利局副局长、市科技局局长、中共句容市委副书记、市长，中共句容市委书记，镇江市人民政府副市长，2007年回到南京，出任江苏省水利厅副厅长，在任期间，李亚平参与了江苏省对口支援四川省绵竹市地震灾后恢复重建工作，并出任指挥部副总指挥、党委副书记、纪委书记。2010年，升格为正厅级干部。2011年，兼任省水利工程建设局分党组书记。2013年，升任江苏省水利厅厅长。2016年，调任中共苏州市委副书记、苏州市人民政府市长。
2018年2月24日，当选为第十三届全国人大代表。2022年4月，当选为苏州市十七届人大常委会主任。